# Antonio Foresti
Antonio Foresti (Carpi, 12 gennaio 1625 – Parma, 25 agosto 1692) è stato un gesuita, storico e letterato italiano.

## Biografia
Antonio Foresti nacque a Carpi il 12 gennaio 1625. Era figlio di messer Giovan Battista Foresti e di madonna Lucia Mantovani. Entrò nella Compagnia di Gesù il 28 ottobre 1640. Terminati gli studi fu rettore nei collegi di Brescia e Mantova ed istruttore dei Padri di Terza Probazione a Novellara.

## Opere
Prolifico storico e formatore, rivolse la maggior parte delle sue opere alla formazione dei novelli sarcedoti e studiosi.
Sue principali opere sono:
- LA STRADA AL SANTUARIO[1], pubblicata in una seconda edizione nel 1696 in Ferrara ad uso della Congregazione ecclesiastica per volere dell'Eminentissimo Legato Cardinale Giuseppe Renato Imperiali ed in una terza, nel 1709, per volere diretto del pontefice Clemente XI, in Roma presso Francesco Gonzaga. Numerose furono poi le ristampe nel corso di tutto il XVIII secolo. La corposa opera si proponeva di essere guida e faro per i chierici aspiranti al sacerdozio, fornendo non solo spunti di riflessione su ciò che il ministero sarcerdotale comporta, ma anche norme e consigli per il buon sacerdote.

- SENTIERO ALLA SAPIENZA[2], di cui è nota un'edizione in tre volumi pubblicata nel 1758 in Venezia presso Giovanni Tagier, al ponte dell'Oglio a S. Apponal.

- MAPPAMONDO ISTORICO[3], pubblicato in quattro volumi nel 1690 in Parma presso Galeazzo Rosati e dedicato all'Altezza Serenissima di Ranuccio II, Duca di Parma, Piacenza ed altri regni. La maestosa opera storica ebbe almeno quattro edizioni e venne continuata dal letterato Apostolo Zeno.